# Alstom Coradia Nordic
Az Alstom Coradia Nordic az Alstom Coradia Lirex villamos motorvonat Svédország számára készített változata. Ez egy alacsony padlós jármű, melyet a németországi Salzglitterben gyártanak, és az igényeknek megfelelően, ez a típuson belül a leghosszabb jármű.

## Története
A Stockholm Transport az Alstom által gyártott Coradia Lirex villamos motorvonatokkal kezdte meg felújítani elővárosi járműállományát. Az 55 db vonat értéke 400 millió euró volt, és a hatkocsis vonatból várhatóan további 50 db rendelésére kerül sor. A szerződést 2002-ben írták alá. Az ST alapvető igénye volt, hogy a kerekesszék használóinak elérhető legyen a vonat, a svéd törvényekkel összhangban. Ennek biztosításához az Alstom elhatározta, hogy az erőátviteli és a szabályzó berendezések többségét a tetőre szereli. Ennek következtében a teljes vonat hosszában a felszállási magasság, és a padlómagasság a vonat 90%-ban 760 mm, vagyis a peronokéval azonos magasságú.
A Coradia Lirex vonatokban a kocsik közötti átjárók szélesek. Ez tovább növeli az utascsere sebességét, és lehetővé teszi a gyors átjárást a következő kocsiba. A vonat 107 m hosszú, és a teljes hosszban lehetséges egyik kocsiból átlátni a másikba. A vonatok maximálisan 900 utast tudnak elszállítani. A vonat mindegyik oldalán tizenkét ajtó van a gyors utascsere érdekében, és ez, valamint intenzív gyorsulása lehetővé teszi a menetrend betartását. Álló helyzetből 30 másodperc alatt gyorsul fel 100 km/h sebességre. A vonat a kísérleti Lirexen alapul, melyet az Alstom a DB-vel közösen fejlesztett ki. Bár az északi országok rakszelvény szabványának megfelelően gyártják a vonatokat, azok mind szerkezeti, mind üzemeltetési szempontból megfelelnek az UIC 505 rakszelvény előírásának. Ha az Alstomtól más európai ország is rendelne ilyen vonatokat, mindössze a hajlított kocsiszekrény profilt kellene egyenes oldalúra cserélnie. Az északi államok vonatüzemeltetői számára nagy problémát jelenthet a hó, a tetőre szerelt berendezéseknél azonban csökken a hó bejutásának lehetősége, vagyis kedvező megoldás. A ST számára a Coradia vonatok megbízhatósága kulcs fontosságú, hiszen e vonatokkal cseréli le a 70-es és 80-as években gyártott elővárosi villamos motorvonatait. A megbízhatóság biztosítása érdekében igen szigorú próbákat végeznek a vonatokkal a DB vonalain. A próbák 2004-ben kezdődtek. A Coradia Lirexet téli körülmények között Svájcban és Svédországban további próbáknak vetették alá. Az első vonatok megépültek, és kiterjedt próbák indultak meg a vonatokkal 2005 július folyamán.

## Műszaki felépítése
A vonat három egymástól független vontatási egységgel rendelkezik, és négy hajtott tengelyhez tartozik egy transzformátor. Ez azt jelenti, ha egy egység meghibásodik, a megmaradó két vontatási egységnek elég teljesítménye van a menetrend tartásához. 
Másik követelmény az ST részéről, hogy mind a vonaton belül, mind kívül a zajszint alacsony legyen. A vonat különlegesen csendes, az Alstom szerint 150 km/h sebességnél a zajszint belül kevesebb mint 70 dBA, és kívül kevesebb mint 85 dBA. A Coradia Lirex vonatokkal nemcsak egy új motorvonat mutatkozik be, hanem új karbantartó berendezések is, melyek lehetővé teszik a tetőre szerelt berendezések javítását, fenntartását. Az ST reméli, elővárosi forgalma sokkal színvonalasabb és attraktívabb lesz az új vonatokkal. 
A vonat konfigurációja nagyon rugalmas, úgy tervezték, hogy lehet dízel, villamos, vagy hibrid energiaforrású és háromtól hat részes összeállítású. A Stockholmnak szállított elővárosi vonatokat megváltoztatott belső berendezéssel, büfé kocsit is beleértve, lehet regionális expressz vonatnak kialakítani. Különböző teljesítmény igénynek is meg tudnak felelni. Mivel nincs különbség a hajtott és futó forgóvázak beépíthetősége között, tovább lehet növelni a teljesítményt. Lehetséges három részes dízel-villamos motorvonatot 1300 kW teljesítménnyel, és hat részes villamos kivitelűt 4500 kW teljesítménnyel gyártani. Öt Coradia Lirex vonatot lehet szinkronban járatni. A dízel-villamos kivitelű vonatot előfogatolni lehet villamos motorvonattal. Környezetvédelmi szempontokat is figyelembe vett az Alstom, a vonat tömegének 95%-a újra feldolgozható.

## Járműállomány
Közlekedési vállalat üzemeltetője típusszámot ellátás comments
| Típus | Közlekedési vállalat  | Üzemeltető | Darabszám | Év        | Megjegyzés   |
| ----- | --------------------- | ---------- | --------- | --------- | ------------ |
| X60   | SL                    |            | 71        | 2005-2008 |              |
| X61   | Skånetrafiken         | Arriva     | 49        | 2009-2011 |              |
| X61   | Östgötatrafiken       |            | 5         | 2010      |              |
| X61   | Jönköpings Länstrafik |            | 2         | 2010      |              |
| X61   | Norrtåg               |            | 11        | 2010-2012 | Bistroabteil |
| X61   | Västtrafik            |            | 11        | 2010-2012 |              |